# Craugastor jota
Craugastor jota  is een kikker uit de familie Craugastoridae. De soort werd voor het eerst wetenschappelijk beschreven door John Douglas Lynch in 1980. Oorspronkelijk werd de wetenschappelijke naam Eleutherodactylus jota gebruikt.
De soort is endemisch in Panama. Het is een bewoner van vochtige bergbossen.